# Лара Дебана
Лара Дебана (на арабски: لارا دبانة; на английски: Lara Debbana) е актриса, певица и модел от Египет, победителка на конкурса Мис Египет 2014.

## Биография
Лара Дебана е родена на 28 ноември 1994 година в град Кайро, Египет.

## Конкурси

### Мис Египет 2014
Дебана печели конкурса Мис Египет през 2014 г., който се провежда в град Шарм ел-Шейх в Египет.

### Мис Вселена 2014
Дебана се състезава за Мис Вселена през 2014 г., но не се класира.

### Мис Свят 2015
Дебана се подготвя да участва на конкурса Мис Свят през 2015 г. в Китай, но се оттегля поради проблеми свързани с визата си.